# Niklaus Manuel
Pour les articles homonymes, voir Manuel.
Niklaus Manuel — aussi appelé Niklaus Manuel Deutsch (« Allemand ») —, né probablement en 1484 à Berne, où il est mort le 28 avril 1530, est un dramaturge, peintre, dessinateur, graveur, réformateur et homme d'État suisse.

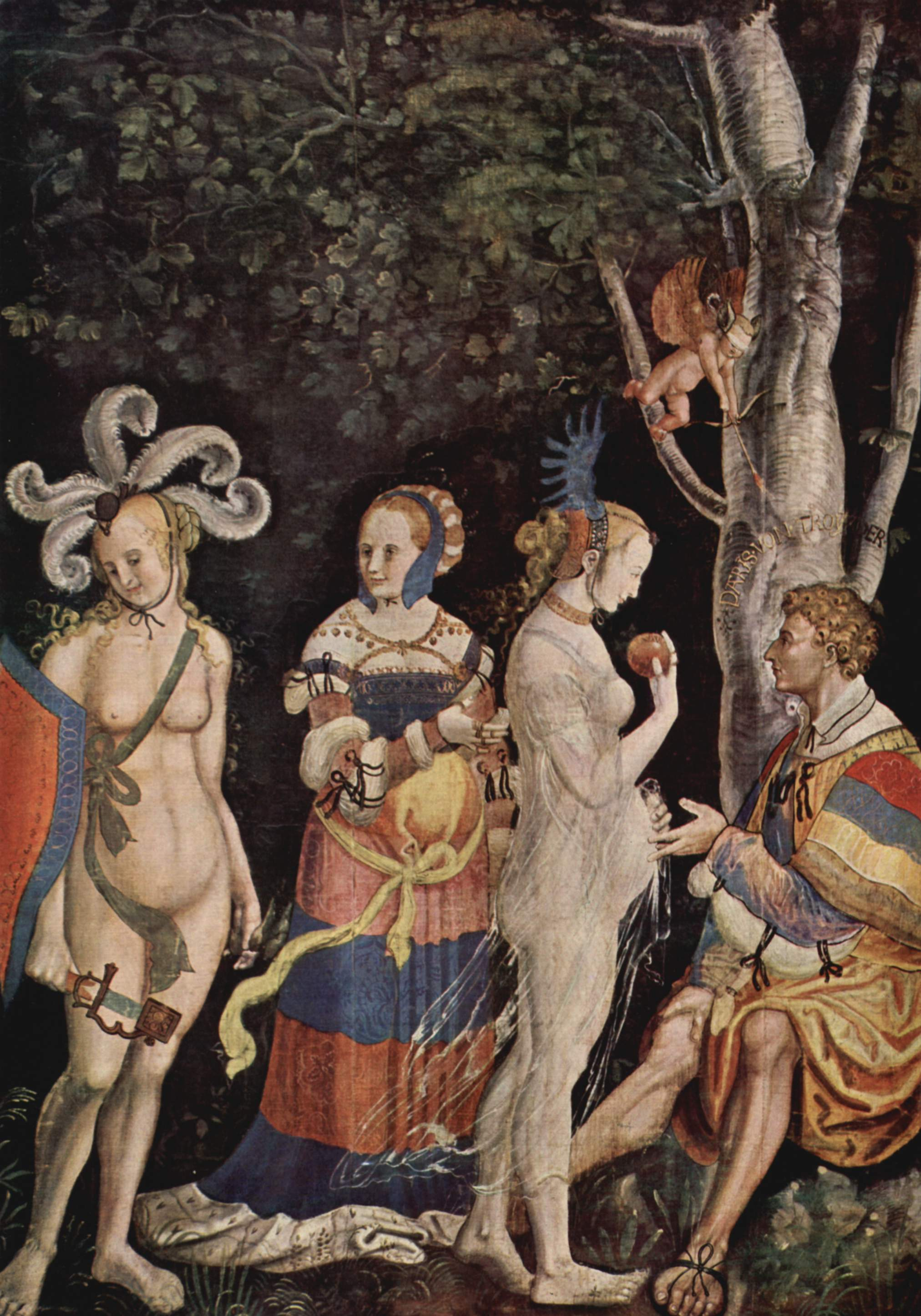
Le Jugement de Pâris, Bâle.

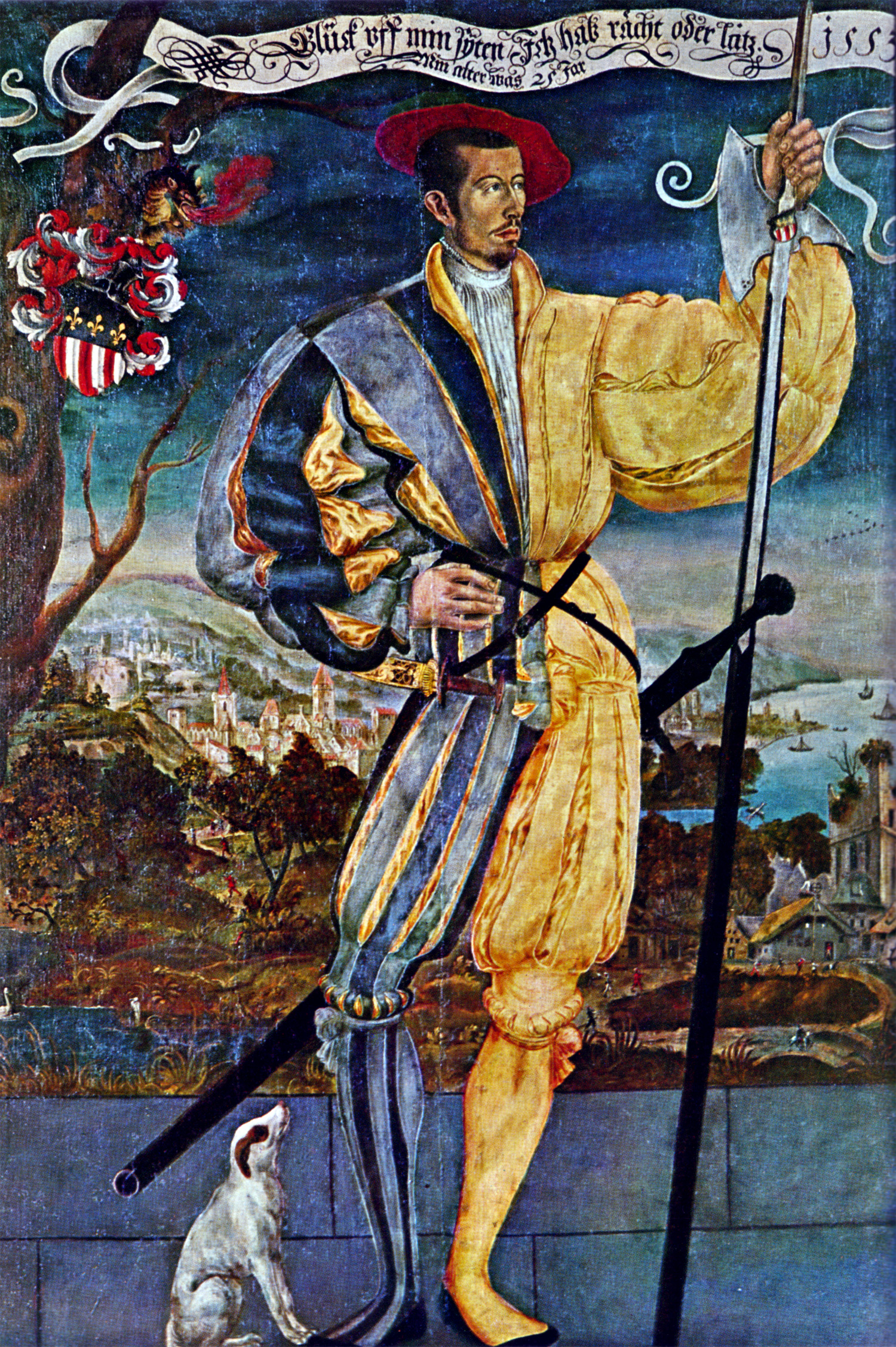
Niklaus Manuel le jeune dans le costume d'un soldat suisse, peinture de son frère Hans Rudolf Manuel, 1553.

## Biographie
Il mena une existence sortant de l'ordinaire. Il fut peintre, mercenaire et homme d'état, à une époque où l'histoire de son pays connaissait quelques remous.
En 1517, on lui commanda la décoration du chœur de la cathédrale de Berne. Il réalisa La Petite décollation vers cette époque. Une première version sur le même thème La Grande décollation, se trouve aujourd'hui encore à Berne.
Alors qu'il était en train de réaliser un retable pour la ville de Grandson, il partit en Italie, de février à mai 1516, avec le contingent de mercenaires bernois, en qualité de secrétaire du capitaine Albrecht von Stein. En 1522, il s'engagea à nouveau et selon le chroniqueur Anshelm, il fut blessé à la main lors du sac de Novare. Il était aussi présent quand les mercenaires confédérés furent mis en déroute à La Bicocca. Plus de 4 000 Suisses y trouvèrent la mort, dont Albrecht von Stein. Deutsch leur rend hommage dans le premier poème de lui qui nous soit connu, « Le Chant de La Bicocca ». Dans sa Danse macabre bernoise, dont il ne reste que des esquisses, il se met en scène lui-même comme dernier personnage de la ronde, image même du fier guerrier confédéré.
En 1529, après la Réforme, il devint membre du « petit conseil » de Berne, qui fit promulguer des lois sévères contre les soudards, le port d'arme, l'adultère et la danse.

## Œuvres principales

### Peintures
- Kunstmuseum (Bâle)
  - Pyrame et Thisbé. vers 1513/14
  - Sainte Anne avec saint Jacques et saint Roch, intercédant pour l'humanité frappée de la peste. vers 1514/15
  - La Décollation de Saint Jean-Baptiste, (v.1517), 34 × 26 cm.
  - Recto : La Mort en mercenaire s'en prenant à une femme ; Verso : Bethsabée au bain, 1517
  - Lucrèce 1517
  - Le Jugement de Pâris. vers 1517/18
- Musée des beaux-arts de Berne
  - Retable de Sainte Anne, 1515
    - panneau gauche (extérieur) : Saint Éloi dans son atelier
    - aile gauche (intérieur) : La Rencontre à la Porte Dorée
    - aile droite (extérieur) : Saint Luc peignant la Vierge
    - aile droite (intérieur) : La Naissance de Marie

  - Portrait d'un homme, vers 1515
  - Le Martyre de sainte Ursule, vers 1515/16
  - La Décapitation de saint Jean-Baptiste, vers 1515/16
  - Retable de sainte Catherine. vers 1516
    - extérieur : Le Martyre des Dix Mille Chevaliers
    - à gauche : Saint Achatius
    - à droite : Sainte Barbe

  - La conversion de Saul, vers 1516/17
  - Recto : L'Adoration des Mages ; Verso : L'envoi des apôtres (seul des fragments sont conservés), vers 1516 – 1520
  - Retable de Saint-Antoine ermite, 1520
    - panneau gauche (extérieur) : La Tentation de saint Antoine par une femme
    - panneau gauche (intérieur détaché) : Saint Antoine guérit les malades et les possédés
    - panneau droit (extérieur) : La Tentation de saint Antoine par les démons
    - panneau droit (intérieur) : Les Ermites Antoine et Paul dans le désert

  - Portrait d'un chevalier du Saint Tombeau, 1520
  - Autoportrait, 1520
- Winterthur, collection Oscar Reinhart
  - Retable de Marie, 1515
    - panneau gauche (extérieur) : Saint-Éloi, orfèvre
    - panneau gauche (intérieur) : La Rencontre à la Porte Dorée

### Dessins
- Bâle, Öffentliche Kunstsammlung
  - Scheibenriss mit von einer Frau gehaltenem Wappen Hattstadts vor einer Landschaft mit Burg, sowie Kämpfenden wilden Männern und ihre Kinder pflegende wilde Frauen. vers 1508 – 1512
  - Die Versuchung des heiligen Antonius.
- Berlin, Kupferstichkabinett
  - Felseninsel. vers 1510 – 1515
  - Stehende Hexe. vers 1518
- Dessau, Anhaltische Gemäldegalerie
  - Portrait d'une jeune femme. vers 1528 – 1530
  - Portrait d'un jeune homme. vers 1528 – 1530
- Los Angeles, J. Paul Getty Musevers
  - Die Verspottung Christi. vers 1513/14
- New York, Collection Frick
  - Landsknecht mit Fahne und reitende Frau. vers 1522
- Paris, Musée du Louvre
  - Allégorie de la mort.

- Beaux-Arts de Paris
  - Projet de vitrail représentant un jeune homme et une jeune femme tenant une coupe, entourage de Niklaus Manuel Deutsch, plume, encre noire, lavis d'encre de Chine et gouache blanche sur papier orange, H. 0,308 ; L. 0,209 cm[3]. Ce dessin met en scène un motif cher à Manuel Deutsch, le citoyen suisse. Daté de 1532, il ne peut pas avoir été exécuté par le maître décédé deux ans plus tôt, ni par son fils aîné, Hans Rudolf Manuel, âgé de sept ans. Il s'agit plus probablement de l'œuvre d'un artiste de l'atelier qui prend pour modèle l'étude du Confédéré suisse (Kupferstichkabinett, Bâle), conçue par Manuel Deutsch en 1529 en pendant de L'Adversaire (Kupferstichkabinett, Bâle). Ce dessin témoigne de la diffusion de l'œuvre de Manuel Deutsch[4].

### Œuvres littéraires
- Vom Papst und Christi Gegensatz. 1522  (Drama)
- Ein hübsch neu Lied und Verantwortung des Sturms halb beschehen zu Pigogga. 1524
- Vom Papst und seiner Priesterschaft. 1524  (Schauspiel)
- Der Ablasskrämer. 1525  (Schauspiel)
- Barbali. 1526
- Fabers und Eggen Badenfahrt. 1526  (Gedichte)
- Krankheit und Testament der Messe. 1528  (Satire)
- Ein neu hübsch Spiel von Elsli Tragdenknaben. 1529